# A Concert for the People
Albums de Barclay James Harvest
Turn of the Tide
(1981) Ring of Changes
(1983)
A Concert for The People est un album live du groupe britannique de rock progressif Barclay James Harvest, sorti en 1982.
Pour l'enregistrement, Barclay James Harvest utilise le concert gratuit donné en plein air, sur les marches du Reichstag, à côté du mur de Berlin (Allemagne), le samedi 30 août 1980 devant un public de plus de 175.000 personnes.

## Liste des titres
Toutes les chansons sont écrites et composées par John Lees et Les Holroyd.
| A1. | Berlin         | 5:41 |
| A2. | Loving Is Easy | 4:41 |
| A3. | Mockingbird    | 7:29 |
| A4. | Sip of Wine    | 4:45 |

| B1. | Nova Lepidoptera         | 6:06 |
| B2. | In Memory of the Martyrs | 7:44 |
| B3. | Life Is for Living       | 4:08 |
| B4. | Child of the Universe    | 5:50 |
| B5. | Hymn                     | 5:27 |

Note
Les morceaux sont écrits par :
- John Lees (titres A2, A3, B1, B2, B4, B5)
- Les Holroyd (titres A1, A4, B3)

| Réédition CD remastérisé (23 octobre 2006) | Réédition CD remastérisé (23 octobre 2006) | Réédition CD remastérisé (23 octobre 2006) | Réédition CD remastérisé (23 octobre 2006) | Réédition CD remastérisé (23 octobre 2006) | Réédition CD remastérisé (23 octobre 2006) | Réédition CD remastérisé (23 octobre 2006) | Réédition CD remastérisé (23 octobre 2006) | Réédition CD remastérisé (23 octobre 2006) | Réédition CD remastérisé (23 octobre 2006) |
| No                                         | Titre                                      | Durée                                      |                                            |                                            |                                            |                                            |                                            |                                            |                                            |
| ------------------------------------------ | ------------------------------------------ | ------------------------------------------ | ------------------------------------------ | ------------------------------------------ | ------------------------------------------ | ------------------------------------------ | ------------------------------------------ | ------------------------------------------ | ------------------------------------------ |
| 1.                                         | Love on the Line                           | 6:38                                       |                                            |                                            |                                            |                                            |                                            |                                            |                                            |
| 2.                                         | Mockingbird                                | 7:24                                       |                                            |                                            |                                            |                                            |                                            |                                            |                                            |
| 3.                                         | Rock 'n' Roll Lady                         | 4:39                                       |                                            |                                            |                                            |                                            |                                            |                                            |                                            |
| 4.                                         | Nova Lepidoptera                           | 6:19                                       |                                            |                                            |                                            |                                            |                                            |                                            |                                            |
| 5.                                         | Sip of Wine                                | 4:44                                       |                                            |                                            |                                            |                                            |                                            |                                            |                                            |
| 6.                                         | In Memory of the Martyrs                   | 7:42                                       |                                            |                                            |                                            |                                            |                                            |                                            |                                            |
| 7.                                         | Life Is for Living                         | 4:07                                       |                                            |                                            |                                            |                                            |                                            |                                            |                                            |
| 8.                                         | Child of the Universe                      | 5:59                                       |                                            |                                            |                                            |                                            |                                            |                                            |                                            |
| 9.                                         | Berlin                                     | 5:35                                       |                                            |                                            |                                            |                                            |                                            |                                            |                                            |
| 10.                                        | Loving Is Easy                             | 4:42                                       |                                            |                                            |                                            |                                            |                                            |                                            |                                            |
| 11.                                        | Hymn                                       | 5:28                                       |                                            |                                            |                                            |                                            |                                            |                                            |                                            |
| 63:17                                      |                                            |                                            |                                            |                                            |                                            |                                            |                                            |                                            |                                            |

Note
Les 2 titres bonus Love on the Line et Rock 'n' Roll Lady sont écrits par Les Holroyd.

## Crédits

### Membres du groupe
- John Lees : chant, guitares
- Les Holroyd : chant, guitares, basse, claviers
- Mel Pritchard : batterie, percussions

### Musiciens invités
- Kevin McAlea : claviers, chœurs, saxophone
- Colin Browne : claviers, guitare, basse, chœurs

### Équipes technique et production
- production : Barclay James Harvest, Martin Lawrence and Ian Southerington
- Ingénieur (Live) : Andy Rose
- Management : David Walker, Lindsay Brown
- Relations publiques, promotion (presse) : Forbes Cameron
- Couverture : Müller & von Frankenberg

Note
La pochette de l'album est une simple photographie de la foule rassemblée devant le Reichstag, l'après-midi du concert.